# Giornale di bordo di Cristoforo Colombo
Il giornale di bordo di Cristoforo Colombo è il diario di bordo redatto dall'ammiraglio genovese durante il suo primo viaggio, dal 3 agosto 1492 all’11 marzo 1493.
Il documento originale è andato totalmente perduto, ma è in parte ricostruibile da alcune tracce.

## Genesi
Il giornale doveva rappresentare il resoconto del viaggio che al suo ritorno Colombo avrebbe mostrato ai re cattolici di Spagna, finanziatori della spedizione, così da presentare ciò che egli aveva scoperto e reclamato in loro nome. Il secondo obiettivo era portare una lettera al Gran Khan, una volta raggiunte le Indie, e stabilire rapporti diplomatici.

## Fonti
Il documento originale è andato perduto e ciò che sappiamo oggi proviene da fonti indirette:
- Bartolomé de Las Casas, nella sua Brevissima relazione della distruzione delle Indie, racconta di atrocità commesse nei confronti delle popolazioni native americane nel primo cinquantennio del colonialismo spagnolo, ricorrendo spesso a citazioni e stralci tratti dal diario di Colombo.[1]
- Fernando Colombo, figlio secondogenito di Cristoforo, scrisse una prima biografia del padre, Historie nelle quali s'ha particolare e vera relatione della vita e de' fatti dell'ammiraglio D. Cristoforo Colombo, suo padre. E dello scoprimento, ch'egli fece dell'Indie occidentali, dette Mondo Nuovo, hora possedute dal serenissimo Re cattolico, anch'egli citando diversi passi del primo diario.[2]

## Contenuti
Il testo rappresentava un elenco di scoperte che rientravano sotto i possedimenti dell'Impero spagnolo, oltre a indicare dove si trovassero l'oro e le spezie. Oltre a ciò, Colombo si sofferma spesso sulla descrizione del paesaggio incontrato, dalla fauna e dalla flora, dalle popolazioni, descrivendone gli usi, i costumi e soprattutto la religione, in quanto i popoli "conquistati" dovevano essere convertiti alla religione cristiana.
Colombo descrive il paesaggio costituito da isole (i Caraibi) convinto che si trattino delle numerosissime isole al largo di Cipango (Giappone), cercando continuamente quei segni di civiltà che possano indicargli la strada verso il Gran Khan.